# 寺本卓也
寺本 卓也（てらもと たくや、1985年1月4日 - ）は気象予報士。東京都東村山市出身。ウェザーマップに所属。

## 略歴
1985年（昭和60年）東京都東村山市生まれ。2007年（平成19年）東京農業大学国際食料情報学部国際農業開発学科を卒業。
2010年（平成22年）東京デリカフーズ（現：デリカフーズ）に入社。
大学で学んできた自然や農業の分野で活かせる資格はないかと模索している所、気象予報士を知る。青果業の社員として働きながらの取得を目指したがなかなか突破できないため、2017年（平成29年）末に退職して、本腰を入れて勉強。ウェザーマップでアルバイトをしながら勉強に励み2018年（平成30年）秋に気象予報士を取得。現在、ウェザーマップの気象予報士として活動中。農業に関してさらなる知識を習得中で、天気による農作物への影響に詳しい気象予報士を目指す。
テレビのレギュラー出演は2021年（令和3年）3月よりテレビユー福島の『Nスタふくしま』の天気予報を大野治夫の後を引き継ぎ現在は、ミニ番組の『♯福の空』と掛け持ちで出演していた。2024年4月からは広島県に活動拠点を移し、『テレビ派』（広島テレビ放送）に出演している。

## 人物
- 縁ある地：群馬県、埼玉県、ベトナム
- 趣味：映画鑑賞
- 資格：野菜コーディネーター
- 好きな天気：五風十雨。痛み、とろけ、中腐れ。前職で毎日受けた、お問い合わせ内容。台風や猛暑による影響は野菜にとっても1日2日の話ではなく1か月、1年先まで長く影響する。五風十雨は、5日ごとに風が吹き10日ごとに雨が降ることを指し、豊作の兆しや、世の中が平穏無事である事をたとえた言葉である。この言葉の通り、穏やかに季節が過ぎてゆくことを願うばかりだ[3]。

## 出演番組
2024年現在
- テレビ派（広島テレビ放送。通常は16・17時台を担当しているが、塚原美緒が産休に入った2024年5月20日からは18時台も担当）

過去
- Nスタふくしま（テレビユー福島）
- ♯福の空（テレビユー福島）
- テレビ派特報　台風10号最新情報（2024年8月30日）（広島テレビ放送）

## 連載
- 農てんき予報～産業に天気の情報～ - AgriweB内コラム（農林中央金庫）
- 寺本卓也の農てんき - 農業と園芸（誠文堂新光社）※季刊誌
- 農とてんき - 機関紙「福岡の野菜」のコラム（JA全農ふくれん）
- アグリテクノ倶楽部 - 会報内のコラム（アグリテクノリサーチ株式会社）

## 実績
- 講演 株式会社アグリインキュベーター 八重洲塾 「これからの農業気象～もっと使える天気予報目指して」（2020年）
- 気象サポート - 『モーニングCROSS』(TOKYO MX）、『ひるおび』、『あさチャン!』、『はやドキ!』(以上TBS）ディレクター
- テレビ出演 - 『ちゃんろく。』（テレビユー福島）※レギュラー出演。天気予報を担当
- 新聞・雑誌 - 日本農業新聞、OYATTU magazine おやつマガジン3号
- ウェブメディア - AGRI PICK
- イベントサポート - お天気教室＠ウェザーマップ（2019年）、お天気ワークショップ Weather　Wizard Academy（2020年）